# Roger Lemerre
Roger Lemerre (ur. 18 czerwca 1941 w Bricquebec) – francuski piłkarz i trener piłkarski. W latach 1998–2002 był selekcjonerem reprezentacji Francji, z którą zdobył w 2000 roku mistrzostwo Europy. W latach 2002–2008 był trenerem drużyny narodowej Tunezji, którą w 2004 roku doprowadził do pierwszego w historii triumfu w Pucharze Narodów Afryki.

## Kariera piłkarska
Był solidnym ligowym zawodnikiem. Zaczynał karierę w CS Sedan, z którym w 1965 roku przegrał w finale Pucharu Francji. Przez kolejne lata występował we francuskich średniakach, aż do 1975 roku, kiedy w wieku trzydziestu czterech lat zakończył karierę.
- 1961-69 –  CS Sedan
- 1969-71 –  FC Nantes
- 1971-73 –  AS Nancy
- 1973-75 –  RC Lens

## Sukcesy piłkarskie
- finał Pucharu Francji 1965 z Sedan

W reprezentacji Francji od 1968 do 1971 roku rozegrał 6 meczów.

## Kariera szkoleniowa
Pracę trenerską rozpoczynał na obrzeżach wielkiego futbolu, w klubach niższych lig, w których nie odniósł większych sukcesów. Trzykrotnie prowadził zespoły z Paryża, a w sezonie 1983–84 trenował tunezyjski Esperance Tunis.
Od połowy lat 80. związał się z Francuskim Związkiem Piłki Nożnej, najpierw pracował w sztabie technicznym federacji, a od 1986 roku przez jedenaście lat był selekcjonerem wojskowej reprezentacji Francji. W roku 1995 wywalczył z nią mistrzostwo świata i, po epizodycznej przygodzie w RC Lens, został włączony przez selekcjonera Aimé Jacqueta do jego zespołu, przygotowującego reprezentację A do udziału w mistrzostwach świata. Lemerre, jako pierwszy asystent Jacqueta, mógł przyglądać się z bliska jego pracy, której owocem był pierwszy w historii triumf w światowym czempionacie. Namaszczony przez Jacqueta (z którym do dzisiaj żyje w bliskiej przyjaźni), został po jego rezygnacji nowym trenerem kadry.
Lemerre nie zamierzał przeprowadzać rewolucji personalnej, trzymał się sprawdzonych graczy, z rzadka otwierając nowemu zawodnikowi drogę do reprezentacji. Na Euro 2000 z dwudziestodwu osobowej kadry, która dwa lata wcześniej wywalczyła mistrzostwo świata, pojechało aż osiemnastu piłkarzy. Pokolenie Zidane'a, Deschamps'a, Blanca, czy Djorkaeffa raz jeszcze potwierdziło swój prymat w światowym futbolu, tym razem zdobywając mistrzostwo Europy. Lemerre, podobnie jak jego poprzednik, wszedł do panteonu największych francuskich trenerów. Według wielu obserwatorów błędem selekcjonera po mistrzostwach było kurczowe trzymanie się piłkarzy, którzy nie tylko największe sukcesy mieli już za sobą, ale i z roku na rok byli coraz starsi. Na Mundialu 2002 Francuzi mieli jedną z najstarszych drużyn (średnia wieku – 29 lat), aż czternastu piłkarzy, wciąż stanowiących o obliczu reprezentacji, jechało na turniej jako mistrzowie świata. Pochodną takiej polityki kadrowej był słaby występ Francuzów w Mundialu – po porażkach z Senegalem 0:1, Danią 0:2 i bezbramkowym remisie z Urugwajem Trójkolorowi zajęli ostatnie miejsce w grupie (bilans bramkowy 0:3). Lemerre nie czekając na decyzję szefów związku, podał się do dymisji.
Zaraz po turnieju znalazł pracę w Tunezji. Z jej reprezentacją wywalczył w 2004 roku mistrzostwo Afryki oraz po emocjonującej grze (rywalizacja w grupie między Tunezją a Marokiem trwała do ostatniego meczu) wprowadził ją trzeci raz z rzędu do mistrzostw świata. W latach 2008–2009 prowadził reprezentację Maroka.
- 1975-78 –  Red Star 93
- 1978-79 –  RC Lens
- 1979-81 –  Paris FC
- 1981-83 –  RC Strasbourg
- 1983-84 –  Espérance Tunis
- 1985-86 –  Red Star 93
- 1986-97 –  wojskowa reprezentacja Francji
- 1997-97 –  RC Lens
- 1997-98 –  reprezentacja Francji, asystent Aimé Jacqueta
- 1998-02 –  reprezentacja Francji
- 2002-08 –  reprezentacja Tunezji
- 2008-09 –  reprezentacja Maroka
- 2009-10 –  Ankaragücü
- 2012-13 –  CS Constantine
- 2013-14 –  Étoile Sportive du Sahel

## Sukcesy szkoleniowe
- mistrzostwo świata 1995 z wojskową reprezentacją Francji
- mistrzostwo Europy 2000, Puchar Konfederacji 2001 oraz start (zakończony odpadnięciem w fazie grupowej) w Mundialu 2002 z reprezentacją Francji
- Puchar Narodów Afryki 2004, awans do Mundialu 2006 i start w tym turnieju (runda grupowa) oraz ćwierćfinał Pucharu Narodów Afryki 2006 z reprezentacją Tunezji